# Norid
Uninett Norid AS, connu sous le nom de Norid, est un registre chargé de gérer les noms de domaine national de premier niveau que sont le .no, le .sj et le .bv. Société à but non lucratif basée à Trondheim, en Norvège, elle appartient à Uninett, entreprise publique sous l'autorité du Ministère de l'éducation et de la recherche norvégien.